# Koszykarz mysi
Koszykarz mysi (Asthenes griseomurina) – gatunek małego ptaka z rodziny garncarzowatych (Furnariidae). Występuje w strefie równikowej na zachodzie Ameryki Południowej na niewielkim obszarze Peru i Ekwadoru. W Czerwonej księdze gatunków zagrożonych IUCN klasyfikowany jest jako gatunek najmniejszej troski (LC, ang. Least Concern).

## Systematyka
Takson ten po raz pierwszy zgodnie z zasadami nazewnictwa binominalnego opisał angielski przyrodnik Philip Lutley Sclater w 1882 roku na łamach „Proceedings of the Zoological Society of London”. Autor nadał ptakowi nazwę Synallaxis griseo-murina, a jako miejsce typowe podał San Lucas w Ekwadorze. Badania molekularne opublikowane w 2011 roku wykazały, że koszykarz mysi jest najbliżej spokrewniony z koszykarzem białobrodym Asthenes fuliginosa. Oba te gatunki były wcześniej zaliczane do rodzaju Schizoeaca. Koszykarz mysi jest gatunkiem monotypowym.

### Etymologia
- Asthenes: gr. ασθενης asthenes „nieistotny, mało znaczący”, od negatywnego przedrostka α- a-; σθενος sthenos „siła, moc”[10].
- griseomurina: łac. griseus szary, łac. murinus mysi (przymiotnik od mus, gen. muris.[11].

## Morfologia
Mały ptak o brązowych tęczówkach. Dziób długi i cienki, żuchwa brązowa lub szara, górna szczęka ciemnoszara. Nogi i stopy niebieskoszare. Górne części ciała są wyraźnie ciemniejsze od dolnych. Są matowe oliwkowobrązowe, wokół oka niewielka biała obwódka, słabo zaznaczony lekko szary pasek brwiowy. Grzbiet, skrzydła, pokrywy nadogonowe i zad brązowe. Ogon długi, stopniowany, sterówki postrzępione. Dolne części ciała jasnoszare lub szarobrązowe. Na brodzie i gardle często białe pręgi. Długość ciała 18–21 cm, masa ciała: samice 15,5–17,5 g, samce 17,5–19 g.
Wymiary szczegółowe:
| Długość skrzydła (mm) | 59–64  |
| Długość ogona (mm)    | 97–112 |
| Długość dzioba (mm)   | 16–17  |

## Zasięg występowania
Koszykarz mysi występuje na niewielkim obszarze na stokach Andów w najbardziej na północ wysuniętych częściach Peru (na północ od rzeki Marañón) i w południowym Ekwadorze. Między innymi w Cordillera del Cóndor. Zasięg występowania (EOO, Extent of Occurrence) według szacunków organizacji BirdLife International obejmuje około 24,6 tys. km². Występuje zazwyczaj na wysokości od 2800 do 4000 m n.p.m., ale lokalnie spotykany jest nieco niżej do 2500 m n.p.m., a odrębna populacja została zaobserwowana w Cordillera del Cóndor na wysokości tylko 2150 m n.p.m.

## Ekologia i zachowanie
Jego głównym habitatem są wysokie kępy traw w formacjach roślin paramo często przemieszane z niewielkimi krzewami, lasy górskie, w tym lasy Polylepis. Długość pokolenia jest określona na 3,8 roku. Ptak ten żeruje głównie w parach. Nie ma wielu informacji o diecie tego gatunku, prawdopodobnie składa się głównie z owadów. Koszykarz mysi żeruje w zaroślach, zazwyczaj nisko – do 1 metra nad ziemią, pożywienie pobiera z liści i gałązek.

### Rozmnażanie
Nie ma informacji o rozmnażaniu tego gatunku. Także gniazda i jaja tych ptaków nie zostały dotychczas opisane.

## Status
W Czerwonej księdze gatunków zagrożonych IUCN koszykarz mysi jest uznawany za gatunek najmniejszej troski (LC, ang. Least Concern). Wielkość populacji nie jest oszacowana, a gatunek ten opisywany jest jako dość pospolity. BirdLife International ocenia, że liczebność populacji prawdopodobnie spada z powodu degradacji naturalnych siedlisk.